# آزادی شیرین
آزادی شیرین (انگلیسی: Sweet Liberty) فیلمی آمریکایی در سبک کمدی به کارگردانی آلن آلدا است که در سال ۱۹۸۶ منتشر شد.

## بازیگران
- آلن آلدا
- مایکل کین
- میشل فایفر
- باب هاسکینز
- لیلین گیش
- لیندا ثورسن
- لویس چلیز
- سال روبینک